# Билтень
Билтень, Билтені (рум. Bâlteni) — село у повіті Горж в Румунії. Адміністративний центр комуни Билтень.
Село розташоване на відстані 228 км на захід від Бухареста, 18 км на південь від Тиргу-Жіу, 74 км на північний захід від Крайови.

## Населення
За даними перепису населення 2002 року у селі проживали 2317 осіб. Рідною мовою 2314 осіб (99,9%) назвали румунську.
Національний склад населення села:
| Національність | Кількість осіб | Відсоток |
| -------------- | -------------- | -------- |
| румуни         | 2304           | 99,4%    |
| цигани         | 10             | 0,4%     |